# مود غراتون
مود غراتون (بالفرنسية: Maude Gratton)‏ هي موسيقية ومخرجة فنية فرنسية، ولدت في 1983 في نيور في فرنسا.

## وصلات خارجية
- الموقع الرسمي
- مود غراتون على موقع ميوزك برينز (الإنجليزية)
- مود غراتون على موقع أول ميوزيك (الإنجليزية)
- مود غراتون على موقع ديسكوغز (الإنجليزية)